# Union City (Michigan)
Union City é uma vila localizada no estado americano de Michigan, no Condado de Branch e Condado de Calhoun.

## Demografia
Segundo o censo americano de 2000, a sua população era de 1804 habitantes.
Em 2006, foi estimada uma população de 1747, um decréscimo de 57 (-3.2%).

## Geografia
De acordo com o United States Census Bureau tem uma área de
3,8 km², dos quais 3,8 km² cobertos por terra e 0,0 km² cobertos por água. Union City localiza-se a aproximadamente 271 m acima do nível do mar.

## Localidades na vizinhança
O diagrama seguinte representa as localidades num raio de 20 km ao redor de Union City.